# Изоглоса
Изоглосата представлява граница, очертаваща географското разпространение на дадено езиково явление. Съобразно вида на езиковото явление можем да говорим за фонетични, акцентни, лексикални, морфологични и синтактични изоглоси. Ятовата граница e една от най-важните за класификацията на българските диалекти изоглоси, защото се приема, че по нея минава границата между западните и източните български диалекти. Ятовата граница е фонетична изоглоса.
Тъй като преходът от един диалект към друг на територията на даден език обикновено се извършва постепенно, а не с резки изменения, можем да говорим само условно за граници между отделните диалекти. Разликите между два съседни по територия диалекта никога не се ограничават само до едно-единствено явление и за всяко едно от езиковите явления, по които тези диалекти се различават, може да бъдат очертани изоглоси. Тези изоглоси формират сноп — на географска карта изоглосите вървят близко една до друга, но почти никъде не съвпадат. Изборът на една конкретна изоглоса като граница между двата съседни диалекти е повече или по-малко произволен. Така например можем да приемем, че по коя да е от следните лексикални изоглоси върви част от границата между североизточните (мизийски и балкански) и югоизточните (рупски) български диалекти (първата дума е на север, а втората — на юг): аз-я, крак-нога, недей-немой.
Името изоглоса е образувано по аналогия с имената на изолинии като изобар и изотерма. За разлика от тях обаче, изоглосата по-скоро разделя точките от картата въз основа на дадено езиково явление, а не свързва точки, при които дадена величина (температура, атмосферно налягане, надморска височина и т.н.) има една и съща стойност.